# North American Aviation
North American Aviation, Inc. war ein bedeutender US-amerikanischer Flugzeughersteller. Das Unternehmen wurde 1928 gegründet und 1996 von Boeing aufgekauft.

## Geschichte

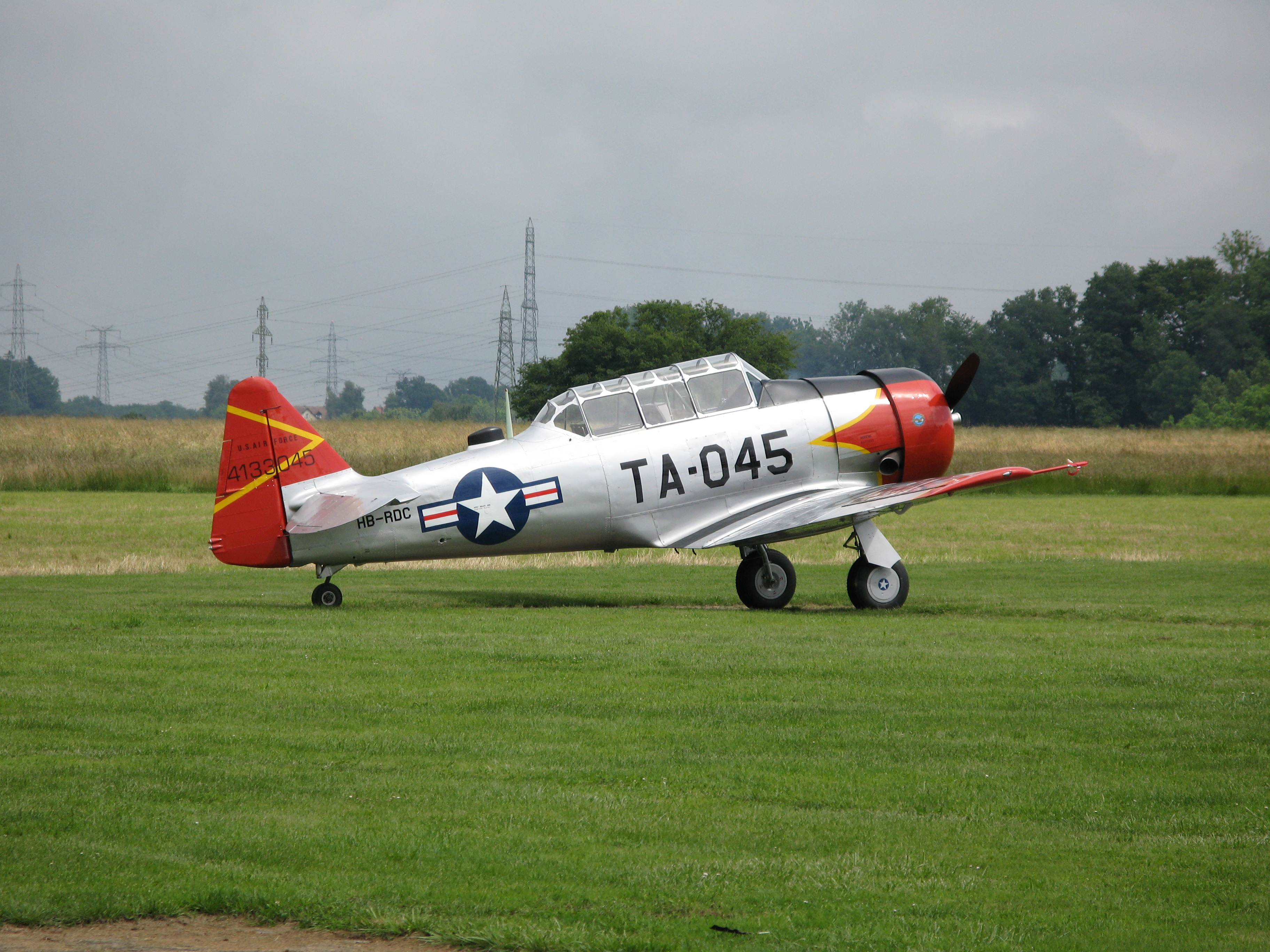
T-6 Texan

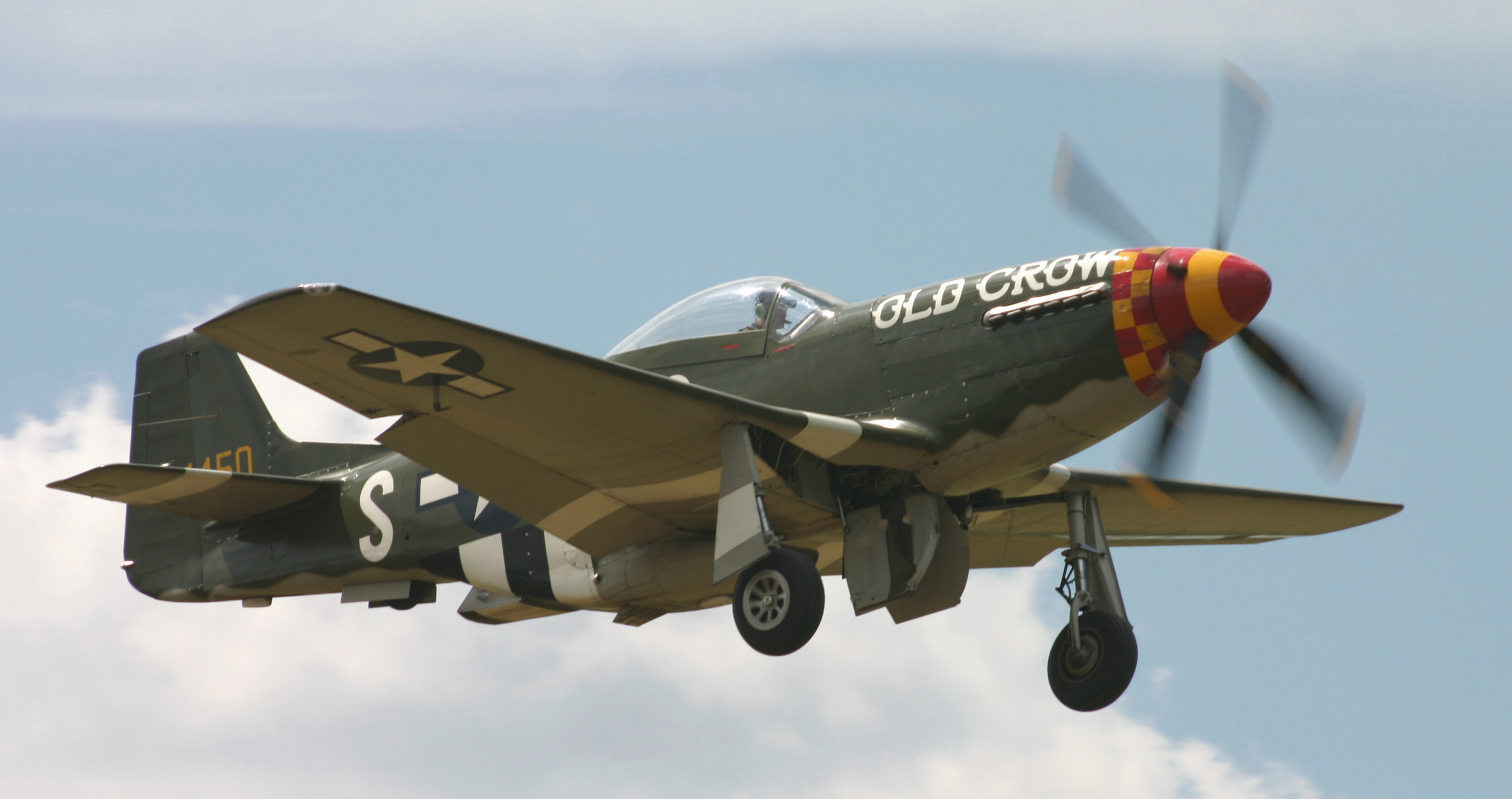
P-51D Mustang

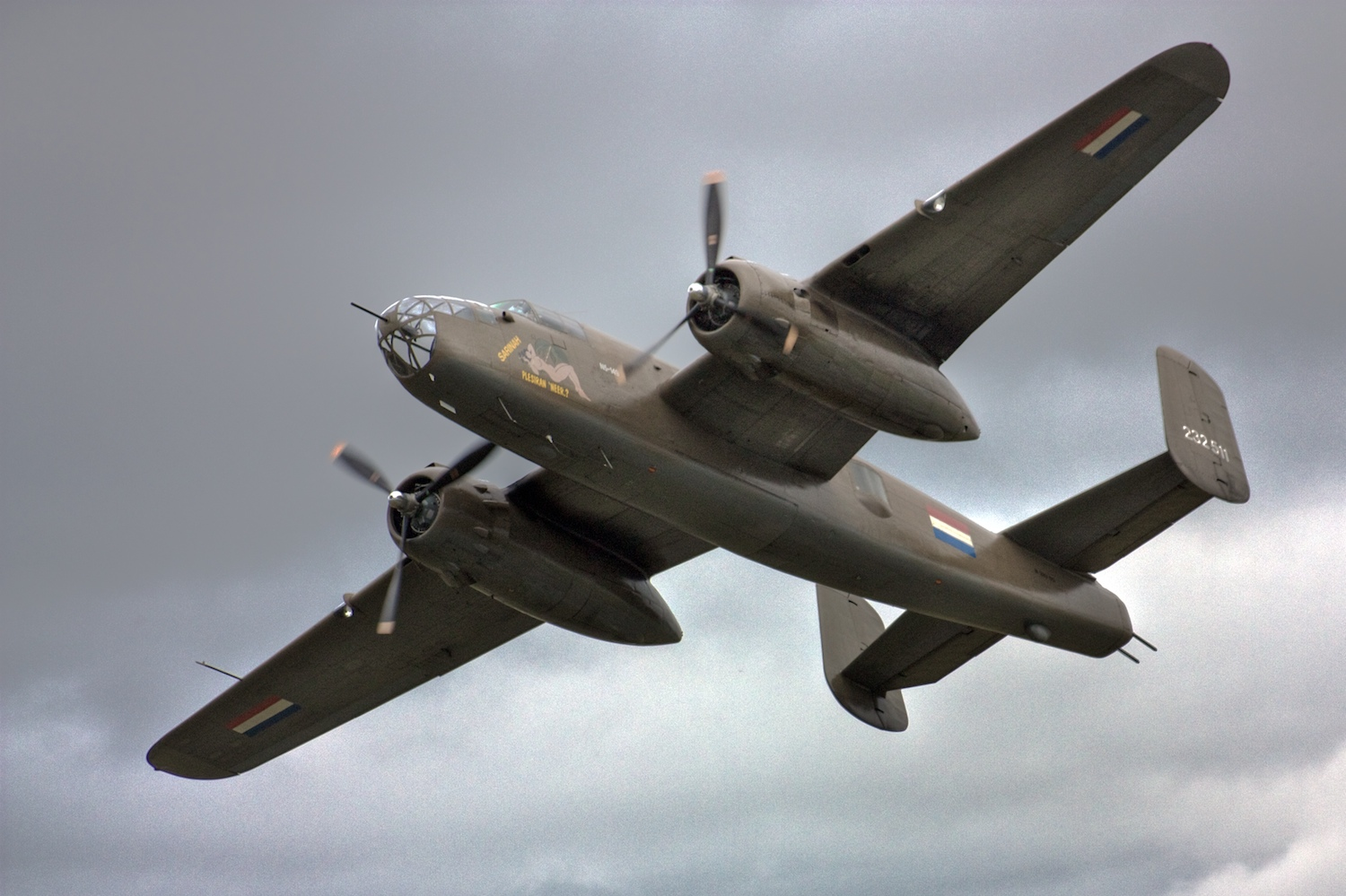
B-25 Mitchell

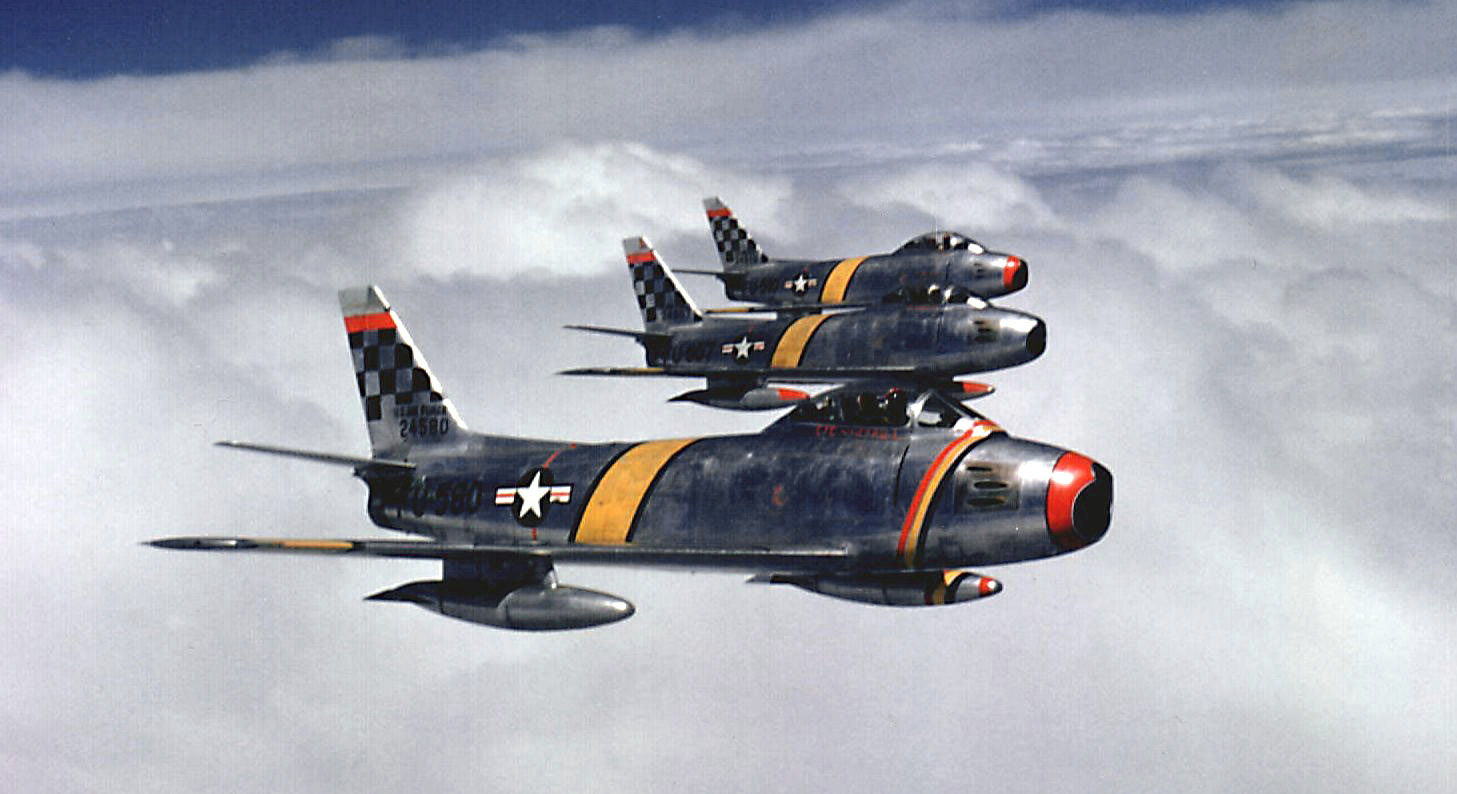
F-86F Sabre

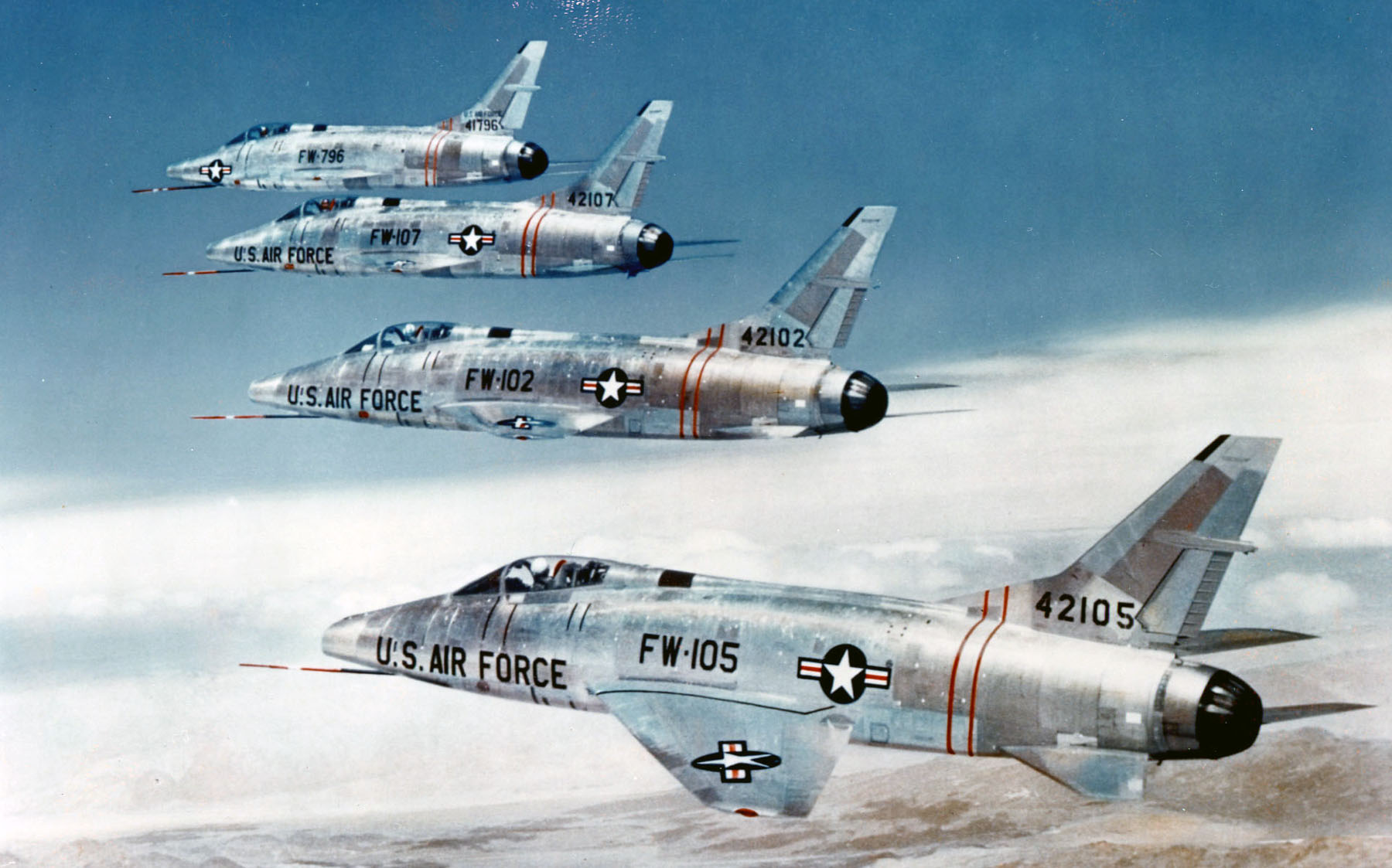
F-100C Super Sabre

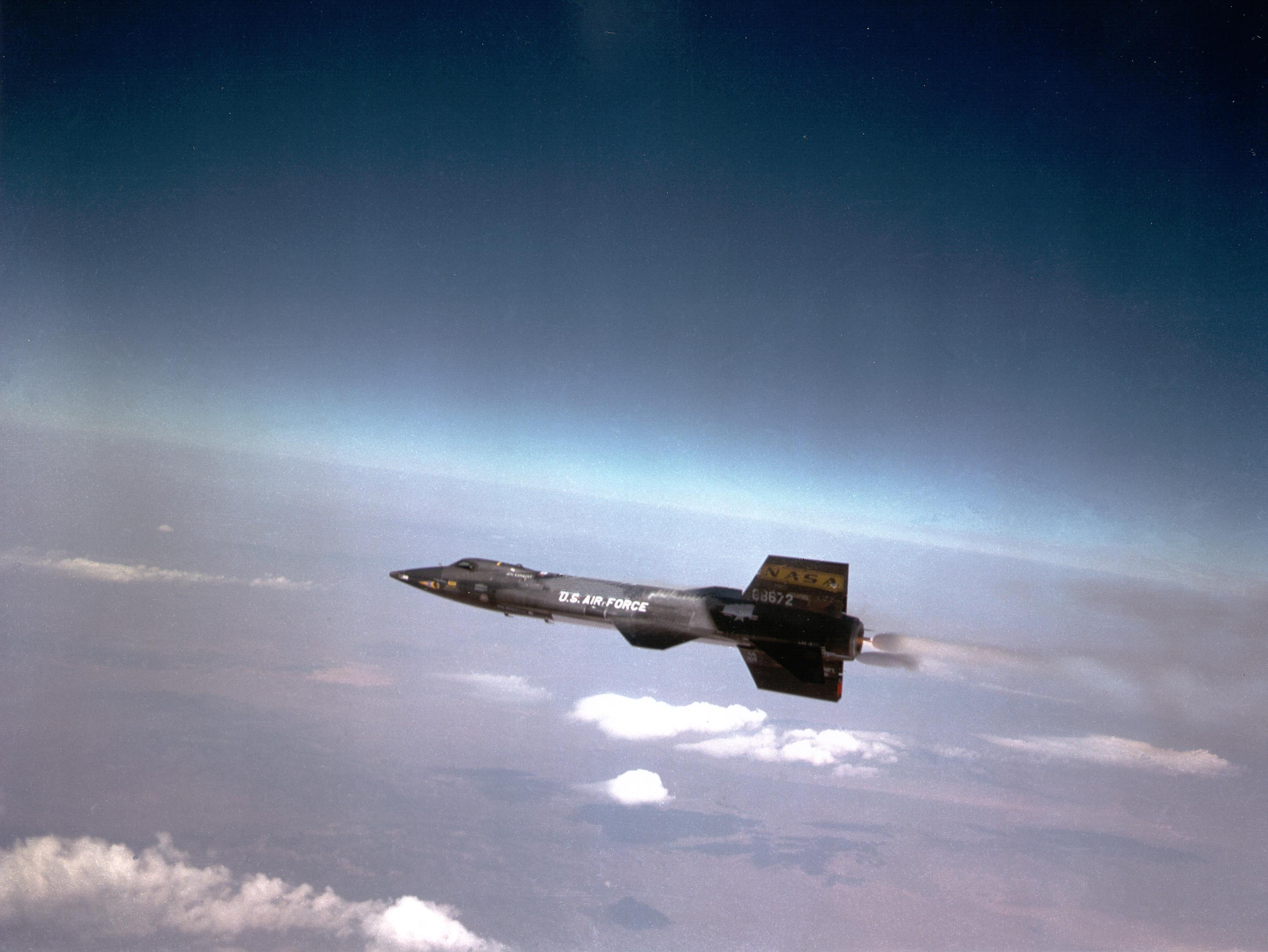
X-15

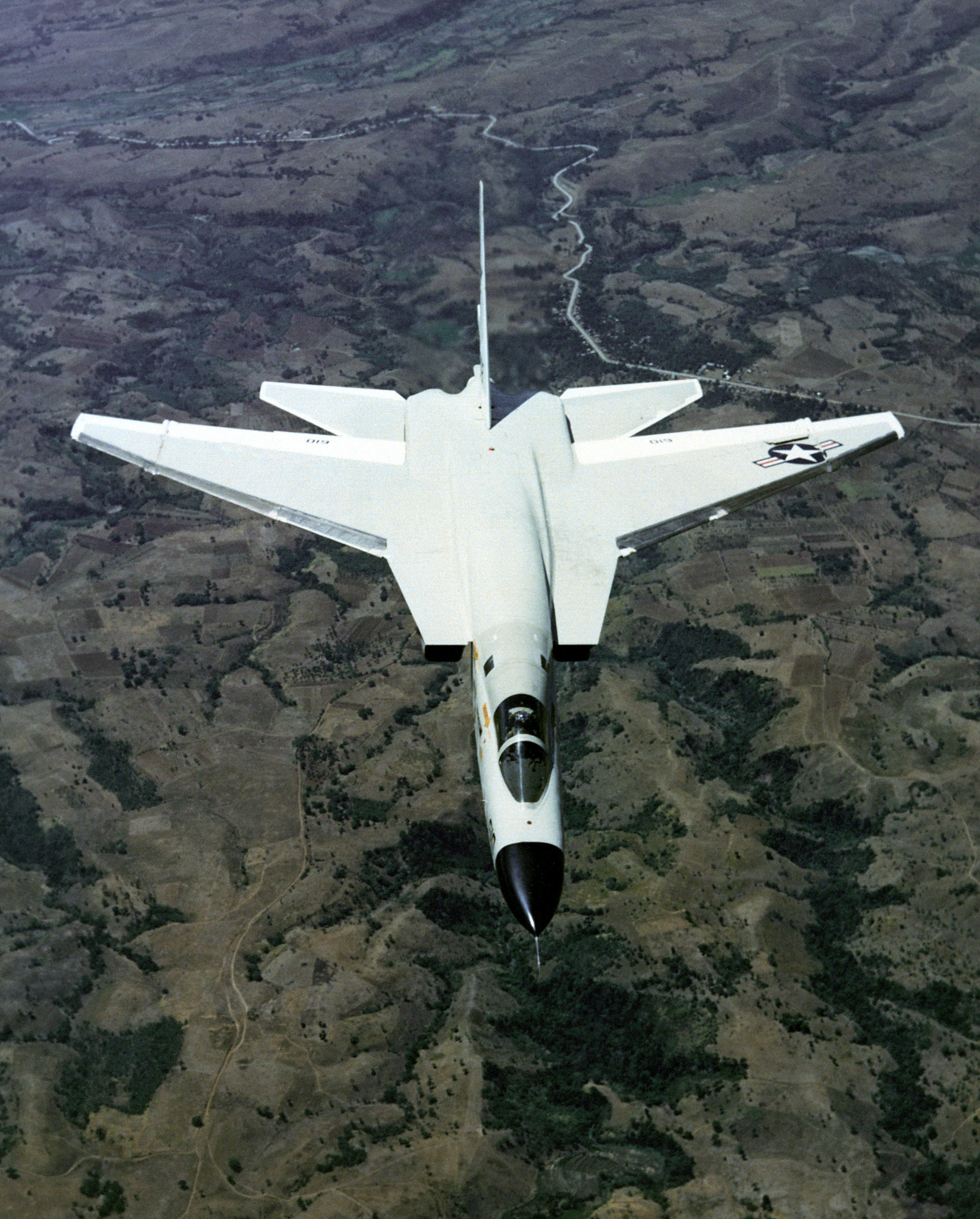
RA-5C

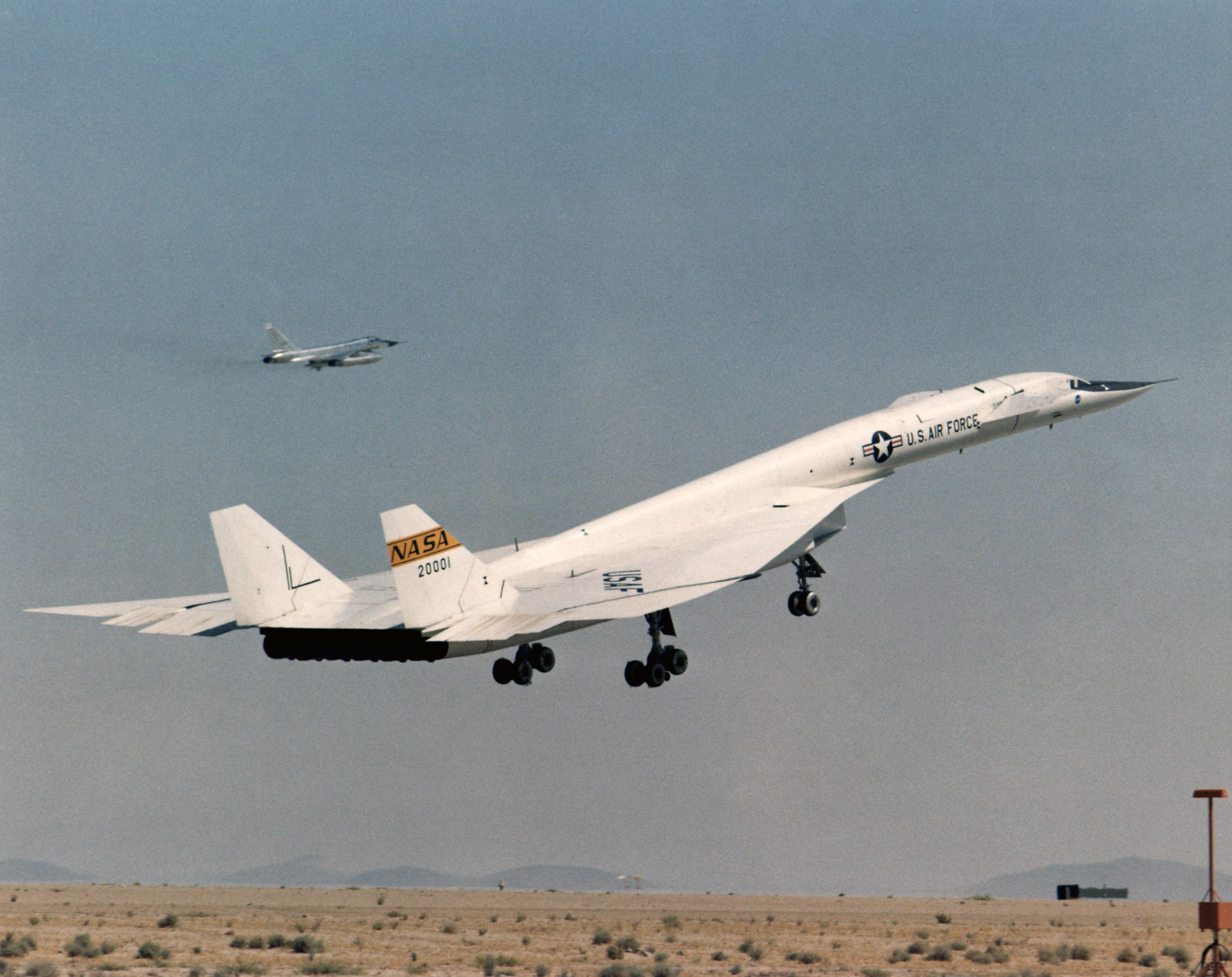
XB-70 Valkyrie

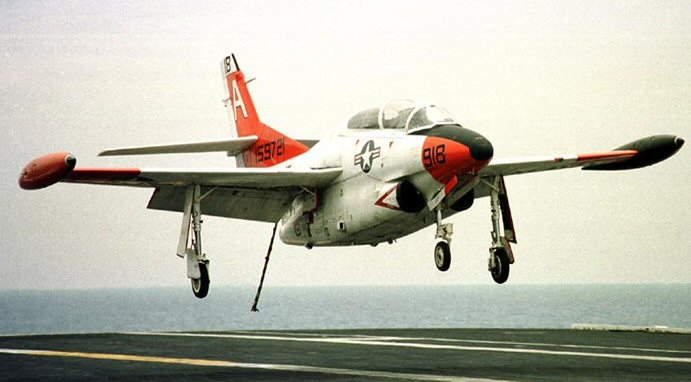
T-2C Buckeye

Als North American am 6. Dezember 1928 von Clement Keys in Delaware an der Ostküste der USA gegründet wurde, war die Firma eine reine Holding mit Beteiligungen an verschiedenen Fluggesellschaften und angegliederten Unternehmen, darunter auch Eastern Air Transport. Infolge des Luftpost-Skandals von 1934 wurden diese Firmen von der Luftpostbeförderung ausgeschlossen, woraufhin die Unternehmensgruppe ihre Beteiligungen an den Fluggesellschaften veräußerte. North American wurde anschließend zu einer Flugzeugproduktionsfirma unter der Leitung von James Howard Kindelberger.
Die General Motors Corporation übernahm eine Mehrheitsbeteiligung an der NAA und fusionierte sie 1933 mit der General Aviation Manufacturing Corporation, behielt aber den Namen North American Aviation bei.
Kindelberger verlegte den Firmensitz nach Inglewood (Kalifornien), direkt am Municipal Airport von Los Angeles, da dort wegen der guten Witterungsbedingungen während des ganzen Jahres geflogen werden konnte. Kindelberger versprach sich dadurch einen Wettbewerbsvorteil gegenüber anderen Herstellern.
Im Jahr 1940 eröffnete North American Produktionsstätten in Dallas (Texas) und Kansas City (Kansas), um während des Zweiten Weltkriegs für die United States Army Air Forces Militärflugzeuge zu fertigen. Das Schulflugzeug AT-6 war der erste massengefertigte Typ, der North American den Weg zur Produktion des äußerst erfolgreichen Jagdflugzeuges P-51 Mustang bahnte. Der dritte von North American in großen Stückzahlen hergestellte Typ war der zweimotorige Bomber B-25.
Auch nach dem Krieg gingen weitere Militärmaschinen in die Produktion. Die Auftragslage war allerdings zu schlecht, um die beiden Werke Dallas und Kansas aufrechterhalten zu können. Sie wurden wieder geschlossen. Nachdem 1948 die Serienproduktion der F-86 Sabre aufgenommen worden war, wurden in Columbus (Ohio) und Downey (Kalifornien) neue Werke gebaut.
Die Abteilung für Raketenmotoren wurde unter dem Namen Rocketdyne 1955 verselbständigt. Im selben Jahr gründete man mit Atomics International einen eigenen Geschäftsbereich für Kerntechnik.
Nachdem in den späten 1950er-Jahren die Aufträge für zwei weitere Maschinentypen vom Verteidigungsministerium der Vereinigten Staaten zurückgezogen worden waren, entschied sich North American dafür, in das Weltraumprogramm der NASA einzusteigen. Diese erteilte North American in Downey den Zuschlag zum Bau des Command/Service Moduls (CSM) für das Apollo-Programm. Ebenso wurde das Antriebssystem der Redstone-Rakete und die zweite Stufe der Saturn V gefertigt.
Nach dem Apollo-1-Unglück am 27. Januar 1967 wurde North American ein Großteil der Mitschuld gegeben, da viele Nachlässigkeiten bei der Ausführung festgestellt wurden. Das Unternehmen fusionierte dann im September desselben Jahres mit Rockwell-Standard zu North American Rockwell, die wiederum 1973 in Rockwell International aufging. Schließlich kaufte Boeing im Dezember 1996 die Militär- und Weltraumsparte von Rockwell auf.

## Flugzeugtypen

### Jagdflugzeuge
- P-51 Mustang
- P-64
- P-82 Twin Mustang
- F-86 Sabre
- YF-93
- FJ Fury
- F-100 Super Sabre
- YF-107
- XF-108 Rapier

### Bomber
- XB-21
- B-25 Mitchell
- XB-28 Dragon
- B-45 Tornado
- XB-70 Valkyrie
- AJ/A-2 Savage
- A-5 Vigilante

### Aufklärungsflugzeuge
- O-47
- L-17 Navion
- OV-10 Bronco

### Trainingsflugzeuge
- BT-9
- T-6 Texan
- T-28 Trojan
- T-2 Buckeye
- T-39 Sabreliner

### Versuchsflugzeuge
- X-10
- X-15

### Zivilflugzeug
- NAC-60 (Entwurf)

### Marschflugkörper
- SM-64 Navaho